# Girolamo Dalla Casa
Girolamo Dalla Casa (noto anche come Geronimo da Udine; Udine, ... – Venezia, 1601) è stato un compositore e scrittore italiano del tardo Rinascimento, membro della scuola veneziana.
Fondò il primo ensemble musicale stabile della Basilica di San Marco di Venezia con i due fratelli Nicolò e Giovanni. Negli anni 1580 venne nominato capo de’ concerti della Basilica. Il suo gruppo interpretava principalmente le canzoni e le sonate di Giovanni Gabrieli.
La sua opera più nota è Il vero modo di diminuir, libri I et II (Venezia, 1584), un trattato ricco di melodie abbellite da mottetti, madrigali e chanson eseguiti a Venezia durante il tardo XVI secolo.